# Jaume Cabré

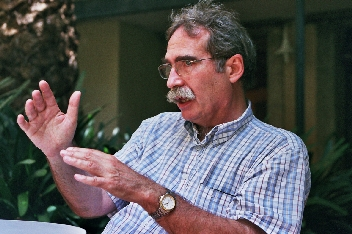
Jaume Cabré (2006)

Jaume Cabré i Fabré (* 30. April 1947 in Barcelona) ist ein spanischer Philologe und Schriftsteller, der in katalanischer Sprache schreibt.

## Leben
Cabré machte den Hochschulabschluss in Katalanischer Philologie an der Universitat de Barcelona (UB). Er wurde Studienrat auf Befreiung und Professor an der Universität Lleida (UdL) und ist Mitglied an der Philologischen Abteilung des Institut d’Estudis Catalans (IEC).
Viele Jahre lang kombinierte er den Beruf des Schriftstellers mit dem Lehrberuf. Als Drehbuchautor arbeitete er sowohl für das Fernsehen als auch für die Filmindustrie. Zusammen mit Joaquim Maria Puyal war er Erfinder und Drehbuchautor der ersten Fernsehserie im katalanischen Fernsehsender (TV3): La Granja (1989–1992). Später folgten andere Titel wie Estació d’Enllaç (1994–1998), Crims (2000) und die Fernsehfilme La dama blanca (1987), Nines russes (2003) und Sara (2003). Gemeinsam mit Jaume Fuster, Vicenç Villatoro und Antoni Verdaguer verfasste er das Drehbuch zum Film von Antoni Verdaguer La teranyina (1990), das auf seinen Roman basiert. Mit dem gleichen Team schrieb er auch das Drehbuch Havanera (1993).

## Literarische Werke

### Die Anfänge
Jaume Cabrés erste Bücher waren 1974 die Erzählbände Faules de mal desar (Schlecht einzuordnende Fabeln) und 1977 Toquen a morts (Die Totenglocke läutet).
Bereits 1978 in seinem ersten Roman, Galceran, l’heroi de la guerra negra (Galceran, der Held des Schwarzen Krieges), zeigen sich die Themen, die ihn auch in seinen späteren Werken immer wieder beschäftigen werden: die Macht und die condition humaine. Der Straßenräuber Jaume Galceran, eine Gestalt voller Widersprüche, wird im Krieg, der „guerra dels matiners“ (Zweiter Karlistenkrieg), zum Helden wider Willen.
Im zweiten Roman, Carn d’olla (Fleischeintopf) steht eine völlig andere Figur im Mittelpunkt, die ehemalige Prostituierte Barringa Barranga, die im Barceloneser Stadtviertel Sant Antoni in Barcelona ein dichtes Netz von Beziehungen knüpft. 
In El mirall i l’ombra (Der Spiegel und der Schatten) spielt zum ersten Mal die Musik eine wichtige Rolle, und es wird über die Bedeutung künstlerischen Schaffens reflektiert. Themen, die in seinen späteren Werken immer wieder aufgegriffen werden.
1980 veröffentlichte er ein Kinderbuch, den Roman La història que en Roc Pons no coneixia (Die Geschichte, die Roc Pons nicht kannte); ein Jahr später eine Kurzgeschichte, die den Titel El blauet (Das Blaukehlchen) trägt.

### Die Konsolidierung
1984 und 1985 erschienen die drei Titel, die den Feixes-Zyklus bilden und an denen Cabré jahrelang gearbeitet hatte. 1984 erschien La Teranyina (Das Spinnennetz), das in der Tragischen Woche von Barcelona spielt und die Ereignisse dieser Zeit, nicht in Barcelona, sondern in der Stadt Feixes, dem literarischen alter ego von Terrassa beschreibt. Der Kampf um die politische, wirtschaftliche und familiäre Macht zeigt sich an den Schicksalen der verschiedenen Figuren der Familie Rigau und der anderen Romanfiguren.
Im gleichen Jahr erschien Fra Junoy o l’agonia del sons (Frater Junoy oder die Agonie der Töne), ein Roman, dessen Vollendung Cabré – wie alle seine späteren Romane – viele Jahre gekostet hat. Neben den Ereignissen, die sich in der Welt der Kirche von Feixes und des Klosters von La Ràpita – in dem die Hauptfigur Frater Junoy Beichtvater sich aufhält – im Verborgenen abspielen, ist auch hier die Musik von entscheidender Bedeutung. Einige der Figuren aus La Teranyina und der Welt von Feixes tauchen auch in diesem Roman auf, der in gewisser Weise die Fortsetzung der ersten beiden Bücher ist. Allerdings steht hier die Figur Frater Junoys im Vordergrund, der zum Opfer derjenigen wird, die die Macht haben, den Gang der Dinge nach ihrem Gutdünken zu lenken.
1985 erschien der Kurzroman Luvowski o la desraó (Luvowski oder die Unvernunft), der Abschluss der Geschichten um die Figuren und Familien der vorhergehenden Romane. Dieser Kurzroman, eigentlich eine längere Erzählung, ist im Erzählband Llibre de preludis geschildert, in dem die Musik noch eine große Rolle spielt.
1984 veröffentlichte er sein zweites Kinderbuch L’home de Sau (Der Mann aus Sau). 

### Die Reife
1991 erschien Senyoria (Euer Ehren), ein Ende des 18. Jahrhunderts in Barcelona angesiedelter Roman über die Korruption der Justiz, die sich aus ihrer unumschränkten Macht ergibt. War Frater Junoy ein Opfer dieser Macht, schildert Cabré nun mit Don Rafel Massó, dem Gerichtspräsidenten von Barcelona, die Figur eines Richters mit all seinen Ängsten und in all seinem Egoismus.
L’ombra de l’eunuc (Der Schatten des Eunuchen, 1996) ist ein Roman, der die letzten Jahre der Franco-Ära, den Übergang zur Demokratie – die so genannte Transition in Spanien – und die folgenden Jahre aus dem Blickwinkel der Generation Cabrés schildert, die vom Protagonisten Miquel Gensana verkörpert wird. Gleichzeitig ist es ein nachdenklicher Roman über künstlerisches Schaffen, vor allem aber über die musikalische Schöpfung. Die Struktur der Erzählung folgt dem Aufbau des Konzerts für Violine und Orchester von Alban Berg.
Parallel zur Arbeit an seinem nächsten Roman widmete sich Cabré auch anderen Genres. 1999 veröffentlichte er El sentit de la ficció (Der Sinn der Fiktion), einen Essay über das Schreiben von Literatur und die „Kochkunst“ des Schriftstellers.
Im Jahre 2000 erschien ein weiterer Erzählband, Viatge d’hivern (Winterreise), dessen 14 Erzählungen auf subtile Weise miteinander verknüpft sind. Obwohl die Geschichten an verschiedenen Orten und zu unterschiedlichen Zeiten spielen, besteht zwischen ihnen eine Beziehung, die der Leser erst im Verlauf der Lektüre entdeckt.
2001 wurde im Teatre Nacional de Catalunya (Nationaltheater Kataloniens) Cabrés erstes Theaterstück Pluja seca (Trockener Regen) uraufgeführt. In diesem Stück geht es – wie auch im nachfolgenden Roman Les veus del Pamano – um Geschichtsfälschung und darum, dass die Geschichte stets von den Siegern geschrieben wird. Als der Gegenpapst Benedikt XIII. 1423 im Schloss von Peníscola stirbt, beschließen die dort versammelten Kardinäle, einen Nachfolger zu wählen. Dass dieser, wie sein Vorgänger, heute in den Geschichtsbüchern nach wie vor als „Gegenpapst“ bezeichnet wird, ist einzig der Tatsache zu verdanken, dass es Rom schließlich gelang, seinen Machtanspruch durchzusetzen.
Les veus del Pamano (Die Stimmen des Flusses) aus dem Jahr 2004 beginnt in den 1940er Jahren im fiktiven Pyrenäendorf Torena in der katalanischen Region Pallars Sobirà und geht bis in die Gegenwart. Hauptfiguren sind der Lehrer Oriol Fontelles, die Lehrerin Tina Bros und Elisenda Vilabrú, eine Gutsherrin mit fast unbeschränkter Macht in Torena. Die historische Erinnerung, die Unmöglichkeit, einen Mord zu verzeihen, und die Angst vor dem Vergessen sind einige der Themen, die in diesem Roman eine Rolle spielen.
2005 veröffentlichte Cabré seinen zweiten Essay, La matèria de l’esperit (Die Materie des Geistes), über das Lesen.
Der deutsche Titel seines 2011 erschienenen Romans Jo confesso (Das Schweigen des Sammlers) verweise nicht auf das zentrale Motiv, sondern sei kommerziellen Überlegungen des Verlages zum Opfer gefallen.

## Bibliografie

### Erzählbände
- Faules de mal desar (Selecta. Barcelona, 1974).
- Toquen a morts (La Magrana. Barcelona, 1977).
- Tarda lliure (1981) (Preis „Recull“. 1980).
- Llibre de preludis (Edicions 62. Barcelona, 1985). Neuauflage Proa. Barcelona, 2002.
- Viatge d’hivern (Proa. Barcelona, 2000).

### Romane
- Galceran, l’heroi de la guerra negra. Proa Verlag, Barcelona.
- Carn d’olla. (Moll. Mallorca, 1978). Neuauflage Proa Verlag, Barcelona 1999.
- El mirall i l’ombra. Laia Verlag, Barcelona 1980.
- La teranyina. Proa Verlag, Barcelona 1984.
- Fra Junoy o l’agonia dels sons. (Edicions 62. Barcelona, 1984) Neuauflage Proa Verlag, Barcelona 1998.
- Senyoria. Proa Verlag, Barcelona 1991.
  - Senyoria.[10] Aus dem Katalanischen von Kirsten Brandt. Suhrkamp Verlag, Frankfurt 2009, ISBN 978-3518421024.
- El llibre de Feixes. Proa Verlag, Barcelona 1996.
- L’ombra de l’eunuc. Proa Verlag, Barcelona 1996.
  - Eine bessere Zeit. Aus dem Katalanischen von Kirsten Brandt und Petra Zickmann. Insel Verlag, Berlin 2018, ISBN 978-3458177395.
- Les veus del Pamano. Proa Verlag, Barcelona 2004.
  - Die Stimmen des Flusses.[11][12] Aus dem Katalanischen von Kirsten Brandt. Insel Verlag, Frankfurt 2007, ISBN 978-3518460498.
- Jo confesso. Proa Verlag, Barcelona 2011.
  - Das Schweigen des Sammlers. Aus dem Katalanischen von Kirsten Brandt und Petra Zickmann. Insel Verlag, Berlin 2011, ISBN 978-3458175223.

### Essay
- El sentit de la ficció (Proa. Barcelona, 1999).
- La matèria de l’esperit (Proa. Barcelona, 2005).
- Les incerteses (Proa. Barcelona, 2015)

### Theater
- Pluja seca (Proa-TNC. Barcelona, Januar 2001).

### Kinder- und Jugendbücher
- La història que en Roc Pons no coneixia (La Galera. Barcelona, 1980).
- L’any del blauet (Barcanova. Barcelona, 1981).
- L’home de Sau (La Galera. Barcelona, 1985).

### Drehbücher
- La dama blanca (Fernsehfilm) (1987).
- La teranyina (Rundfunk) (1988).
- Fins que la mort ens separi (Rundfunk) (1989).
- La granja (Fernsehserie) (1989–1992).
- La teranyina (Film) (1990).
- Havanera (Film) (1993).
- Estació d’enllaç (Fernsehserie) (1994–1998).
- Crims (Fernsehserie) (2000).
- Nines russes (Fernsehfilm) (2003).
- Sara (Fernsehfilm) (2003).

## Auszeichnungen
- Fastenrath, 1980. Carn d’olla
- Recull, 1980. Tarda lliure

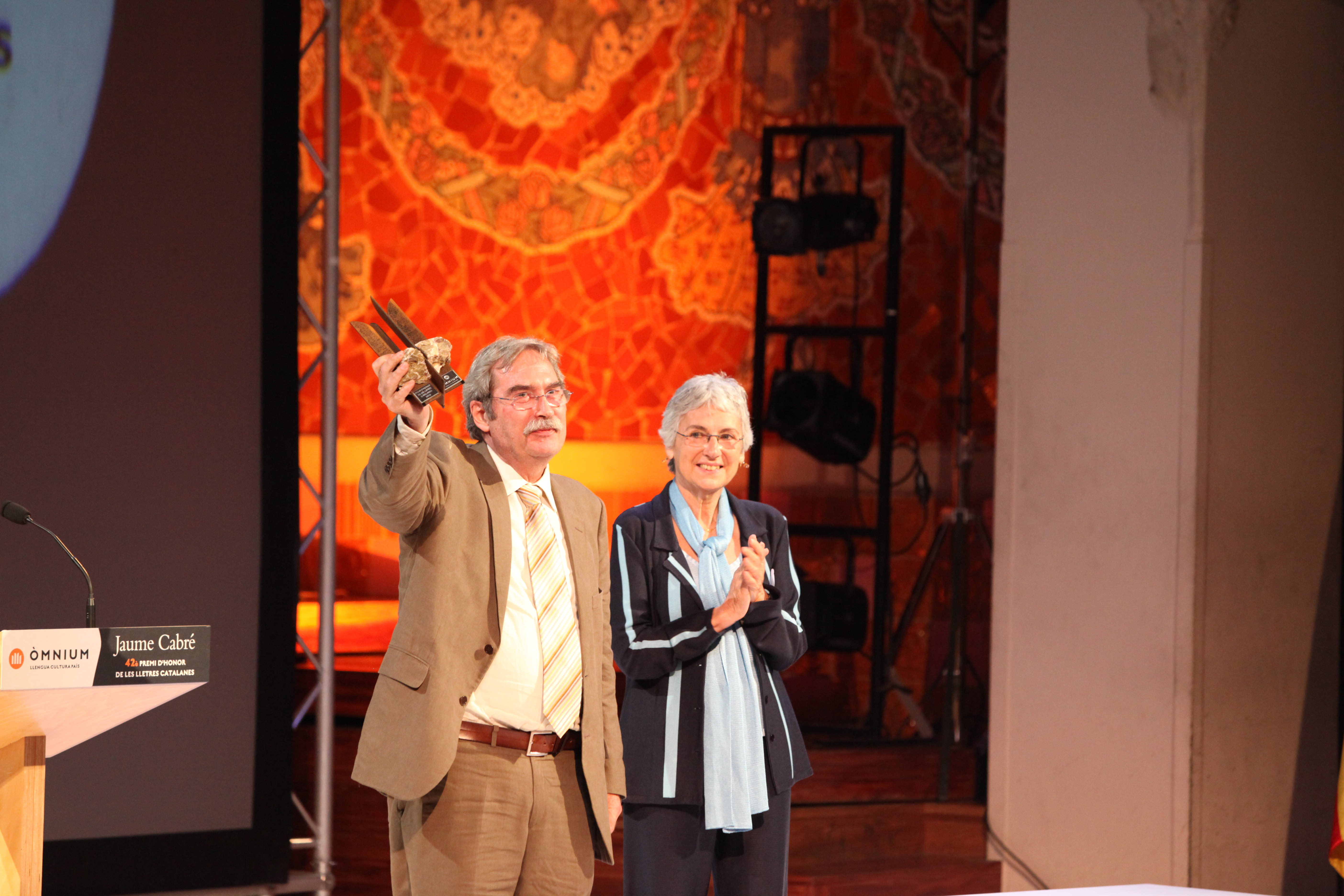
Jaume & Muriel Casals, Palau de la Música Catalana.

- Crítica Serra d’Or, 1981. La història que en Roc Pons no coneixia
- Sant Jordi, 1983. La teranyina
- Prudenci Bertrana, 1983. Fra Junoy o l’agonia dels sons
- Crítica Serra d’Or, 1985. Fra Junoy o l’agonia dels sons
- Spanischer Kritikerpreis, 1985. Fra Junoy o l’agonia dels sons
- Crexells, 1991
- Leser von „El Temps“, 1992. Senyoria
- Prudenci Bertrana, 1992. Senyoria
- Crítica Serra d’Or, 1992. Senyoria
- Spanischer Kritikerpreis, 1992. Senyoria
- Prix Méditerranée 2004 als bester ausländischer Roman Sa Seigneurie
- Bundespreis für Literatur, 1992. La Granja
- Ciutat de Barcelona, 1997. L’ombra de l’eunuc
- Crítica Serra d’Or, 1997. L’ombra de l’eunuc
- Lletra d’Or, 1997. L’ombra de l’eunuc
- Fundació Enciclopèdia Catalana, 1999. Viatge d’hivern
- Crítica Serra d’Or, 2001. Viatge d’hivern
- Preis des Katalanischen Schriftstellerverbands für seinen literarischen Werdegang, 2003
- Spanischer Kritikerpreis, 2005. Les veus del Pamano
- Creu de Sant Jordi, 2014